# Mars 1917

## Événements
- Intervention américaine à Cuba (1917-1922). Mario Garcia Menocal reprend le pouvoir.
- Royaume-Uni : première réunion du Cabinet de guerre impérial composé de dirigeants des Dominions. Il officialise les buts de guerre politique, qui visent à abattre la puissance allemande partout où elle peut constituer une menace pour l’Empire des Indes, c'est-à-dire au Moyen-Orient, en Afrique et en Océanie. En Europe, ils visent à amputer le Reich de l’Alsace-Lorraine et à placer la Belgique sous la protection des Alliés.
- Difficultés de ravitaillement en Suède. L’autoritarisme du roi suscite de vives critiques et l’on parle de réviser la Constitution. Des troubles éclatent à Stockholm. Prudent, le roi renvoie le 30 mars le cabinet Hjalmar Hammarskjöld et fait constituer un ministère de transition dirigé par Karl Staaff.

- 2 mars : les Portoricains obtiennent la nationalité américaine.

- 8 mars : début de la révolution de Février en Russie (fin le 15 mars).

- 9 mars, Russie : des centaines d’arrestations sont effectuées dans la nuit. Insurrection à Petrograd : les soldats fraternisent avec les ouvriers.

- 11 mars : 
  - Venustiano Carranza, élu président du Mexique, ne met pas en place toutes les mesures constitutionnelles et les troubles persistent.
    - Carranza s’oppose aux compagnies pétrolières étrangères en déclarant que le pétrole est une ressource naturelle mexicaine.

  - Les Britanniques reprennent Kut et occupent Bagdad.

- 12 mars : mutineries dans l’armée russe.

- 13 mars, France : organisation du crédit aux petites et moyennes entreprises du commerce et de l'industrie, loi qui va permettre la constitution des banques populaires

- 15 mars : 
  - abdication du tsar Nicolas II de Russie à Pskov. Le pouvoir passe aux mains d’un gouvernement provisoire à tendance libérale constitué par des membres influents de la Douma et présidé par le prince Lvov. Son autorité est limitée à Petrograd par le soviet (conseil) des députés, des ouvriers et soldats, ce qui crée une situation de double pouvoir;

- 17 mars, France : à la suite de la démission du ministre de la guerre Lyautey, le gouvernement Aristide Briand démissionne.

- 20 mars, France : Alexandre Ribot président du Conseil.

- 23 mars : 
  - Le soviet de Petrograd lance un appel à la paix et aux négociations avec « les ouvriers des pays ennemis ».
  - Ouverture de la galerie Dada à Zurich.

- 24 mars, France : passage à  l'heure d'été pour réaliser des économies d'éclairage[1].

- 26 mars : première bataille de Gaza. Les troupes britanniques venus d’Égypte sont arrêtées par les Turcs à Gaza.

## Naissances
- 2 mars : Desi Arnaz, acteur, producteur et chanteur américain († 2 décembre 1986).
- 10 mars : David Hare, peintre et sculpteur surréaliste américain († 21 décembre 1992)
- 19 mars : Carnicerito de Méjico (José González López), matador mexicain († 15 septembre 1947).
- 21 mars : Iouri Kougatch, peintre soviétique et russe († 22 avril 2013).
- 26 mars : Rufus Thomas, chanteur américain († 15 décembre 2001).
- 27 mars : Cyrus Vance, personnalité politique américaine († 12 janvier 2002).
- 30 mars : Herbert Anderson, acteur américain († 11 juin 1994).
- 31 mars : Cahal Brendan Daly, cardinal irlandais, archevêque émérite d'Armagh († 31 décembre 2009).

## Décès
- 6 mars : Jules Vandenpeereboom, homme politique belge (° 18 mars 1843).
- 9 mars : Octavius Pickard-Cambridge, prêtre et zoologiste britannique (° 1828).